# ريغي بال
ريغي بال (بالإنجليزية: Reggie Ball)‏ هو لاعب كرة قدم أمريكية أمريكي، ولد في 6 أكتوبر 1984 في ستون ماونتن في الولايات المتحدة.